# Bluebeard (1944)
Bluebeard is een Amerikaanse misdaadfilm uit 1944 onder regie van Edgar G. Ulmer.

## Verhaal
In de 19e eeuw wordt Parijs opgeschrikt door een reeks moorden. De beroemde poppenspeler en schilder Gaston Morel wordt verliefd op de intelligente Lucille Lutien. Ze komt erachter dat hij de seriemoordenaar is.

## Rolverdeling
| Acteur          | Personage                  |
| --------------- | -------------------------- |
| John Carradine  | Gaston Morel               |
| Jean Parker     | Lucille Lutien             |
| Nils Asther     | Inspecteur Jacques Lefevre |
| Ludwig Stössel  | Jean Lamarte               |
| George Pembroke | Inspecteur Renard          |
| Teala Loring    | Francine Lutien            |
| Sonia Sorel     | Renee Claremont            |
| Henry Kolker    | Deschamps                  |
| Emmett Lynn     | Le Soldat                  |
| Iris Adrian     | Mimi Robert                |
| Patti McCarty   | Babette                    |
| Carrie Devan    | Constance                  |
| Anne Sterling   | Jeanette Le Beau           |